# Luke Furner

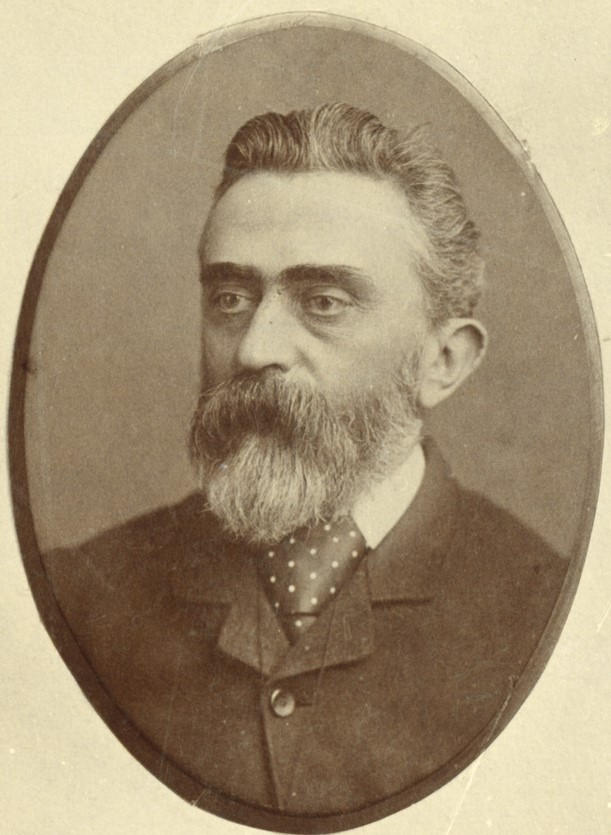
Luke Furner (1900)

Luke Lidiard Furner (* 1837 in Lymington, Hampshire, England; † 24. Juni 1912 in Prospect, South Australia) war ein australischer Politiker, der unter anderem zwischen 1878 und 1890 Mitglied des South Australian House of Assembly sowie von 1882 bis 1884 Vorsitzender der Ausschüsse und dadurch stellvertretender Sprecher des House of Assembly war. Ferner war er zwischen 1886 und 1887 Minister für öffentliche Arbeiten in der ersten Regierung von Premier John Downer.

## Leben
Luke Lidiard Furner wanderte 1858 nach Melbourne aus und ließ sich später in Adelaide nieder, wo er zunächst ein Geschäft in Goolwa eröffnete, ehe er im Anschluss von 1871 bis 1885 Mitgründer und Partner des Auktionshauses Moody, Furner, and Co. in Moonta war. Während dieser Zeit war er Mitglied des Stadtrates sowie als Nachfolger von Charles Drew zwischen 1873 und seiner Ablösung durch Samuel Rossiter 1876 für drei Wahlzeiten Bürgermeister von Moonta.
Bei der Wahl am 5. April 1878 wurde Furner im damaligen Drei-Personen-Wahlkreis Wallaroo erstmals zum Mitglied der South Australian House of Assembly gewählt, des Unterhauses des Parlaments von South Australia, und konnte sich dabei gegen den bisherigen Mandatsträger John Richards durchsetzen. Er vertrat diesen Wahlkreis bis zu seiner Niederlage gegen Henry Allerdale Grainger, wobei der Wahlkreis zur Wahl 1884 auf einen Zwei-Personen-Wahlkreis reduziert wurde.
Nach dem Tode von William Townsend am 25. Oktober 1882 wurde Luke Furner am 31. Oktober 1882 als Deputy Speaker and Chairman of Committees zum stellvertretenden Sprecher und Vorsitzenden der Ausschüsse der Legislativversammlung gewählt und bekleidete diese Funktionen bis zum 19. März 1884, woraufhin Ebenezer Ward diese Funktionen am 5. Juni 1884 übernahm.
Am 8. Juni 1886 wurde Furner schließlich in die erste Regierung von Premier John Downer berufen und bekleidete bis zum 11. Juni 1887 das Amt als Minister für öffentliche Arbeiten (Commissioner of Public Works). Im Mai 1890 wurde er als Nachfolger von Henry Allerdale Grainer Sekretär der Bergbaukommission (Mining Commission). Er war seit 1862 mit Jane Elizabeth Jones verheiratet.

## Hintergrundliteratur
- Parliament of South Australia: Statistical Record of the Legislature 1836–2007 (Memento vom 11. März 2019 im Internet Archive)